# Tick-Tock (Intel)
Het Tick-Tock-model is een productiemodel van chipfabrikant Intel dat men in 2007 introduceerde voor de fabricage van zijn processors.
In dit model wordt elke die-shrink (verkleining), een tick, gevolgd door een verandering in de microarchitectuur van de processor, een tock. Deze cyclus vindt ongeveer elke 18 maanden plaats.
In 2016 werd dit model vervangen door het process-architecture-optimization-model, waarbij na elke tick-tock-cyclus als derde stap een optimalisatiecyclus volgt. Intel kan hiermee drie generaties processors fabriceren binnen een enkel fabricageproces.
| Stap         | Microarchitectuur | Codenaam    | Die-afmeting |
| ------------ | ----------------- | ----------- | ------------ |
| Tick         | Sandy Bridge      | Ivy Bridge  | 22 nm        |
| Tock         | Haswell           | Haswell     | 22 nm        |
|              | Haswell           |             |              |
| Tick         | Haswell           | Broadwell   | 14 nm        |
| Tock         | Skylake           | Skylake     | 14 nm        |
| Optimization | Skylake           | Kaby Lake   | 14 nm        |
|              |                   |             |              |
| Process      | Palm Cove         | Cannon Lake | 10 nm        |
| Architecture | Sunny Cove        | Ice Lake    | 10 nm        |
| Optimization | Willow Cove       | Tiger Lake  | 10 nm        |
|              |                   |             |              |
| Process      | Golden Cove       | Alder Lake  | 7 nm         |